# Pomník kardinála Josefa Berana
Pomník kardinála Josefa Berana je pomník se sochou v Thákurově ulici v parku Indiry Gándhíové před budovou Katolické teologické fakulty Univerzity Karlovy v Dejvicích v Praze 6.

## Popis a historie pomníku
Autorem díla, které vzniklo technikou sekání je akademický sochař prof. Stanislav Hanzík (1931–2021). Dílo vzniklo v roce 2009.
Pomník je umístěn na trávníku a má tři části. V popředí pomníku je deska z tmavé leštěné žuly s rytým biskupským znakem a rytým zlaceným textem. Uprostřed se na soklu nachází klečící žulová skulptura postavy kardinála Josefa Jaroslava Berana (1888–1969) v kněžském rouchu a se sepjatýma rukama při modlitbě. V pozadí je stylizovaná asymetrická brána (portál) vytvořená ze světlých hrubě tesaných žulových bloků a umístěným křížem na vrcholu. Výstavba pomníku byla zahájena požehnáním základního kamene 13. května 2009 při příležitosti výročí 40 let od smrti kardinála Berana. Dne 7. prosince 2009 byl pomník odhalen a posvěcen kardinálem Miloslavem Vlkem.
Dílo je zasvěceno kardinálu Beranovi, který byl pedagogem Univerzity Karlovy, vězněm za heydrichiády ve vězení a koncentračních táborech, pražským arcibiskupem, vězněm československého komunistického režimu, kardinálem a člověkem v nuceném exilu.

## Galerie

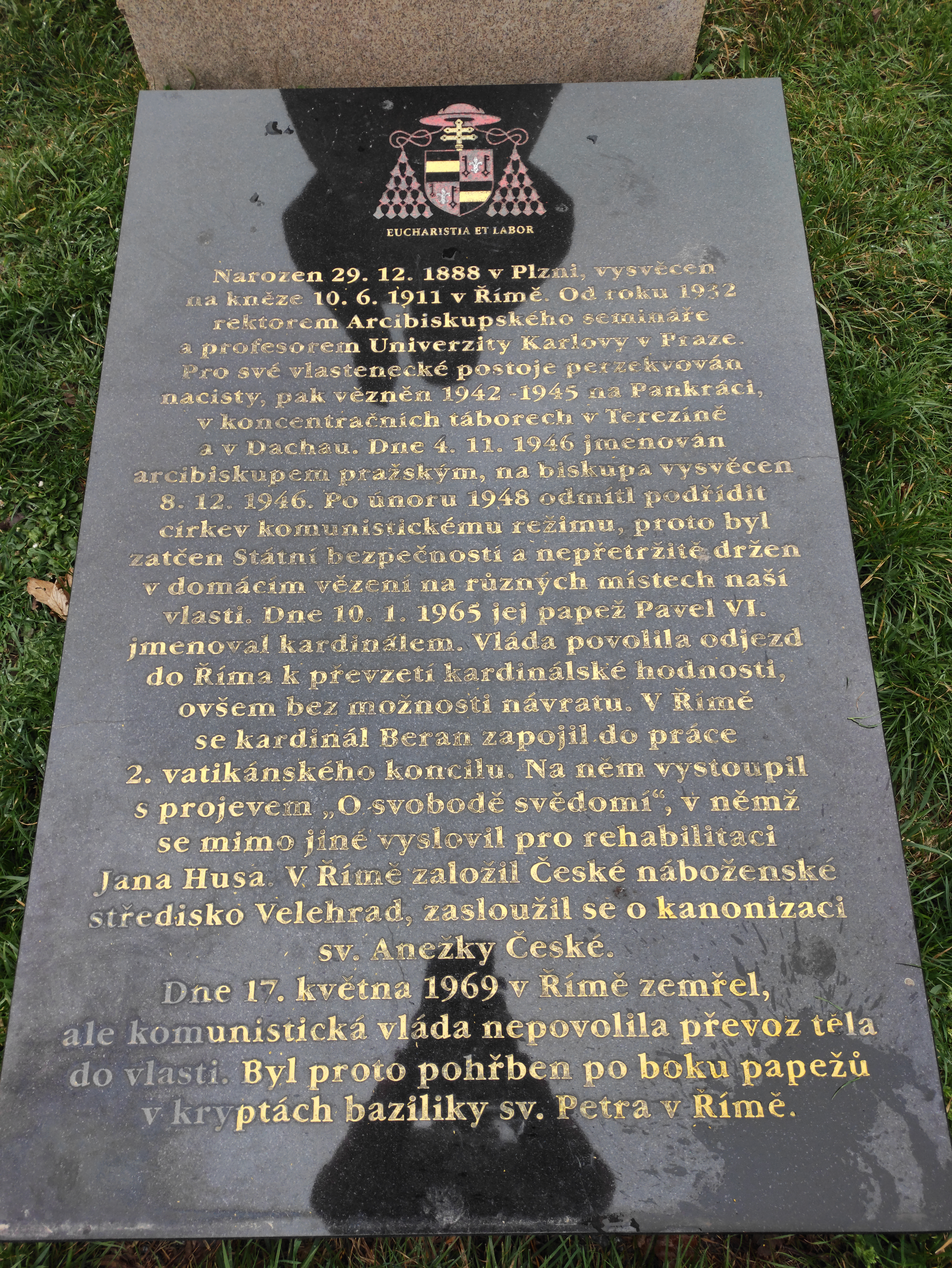
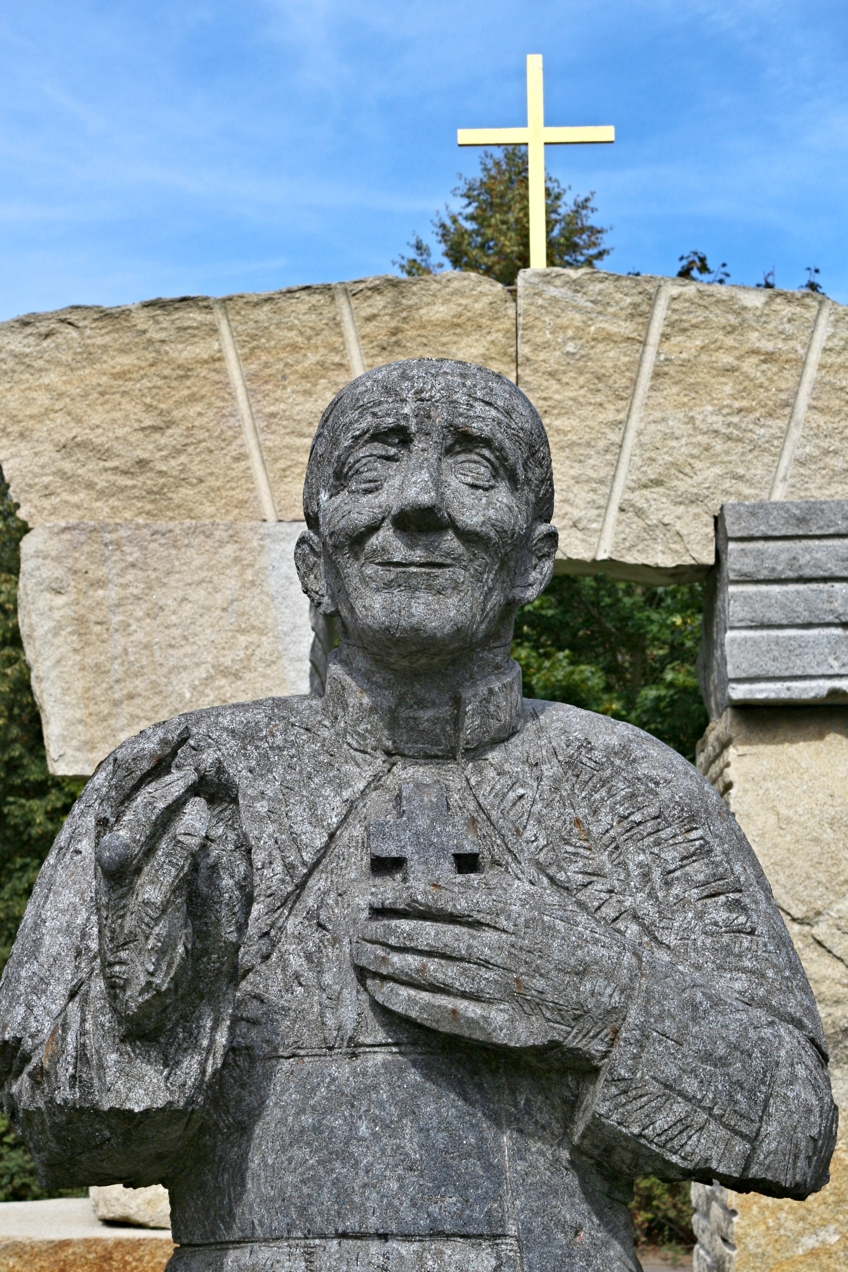
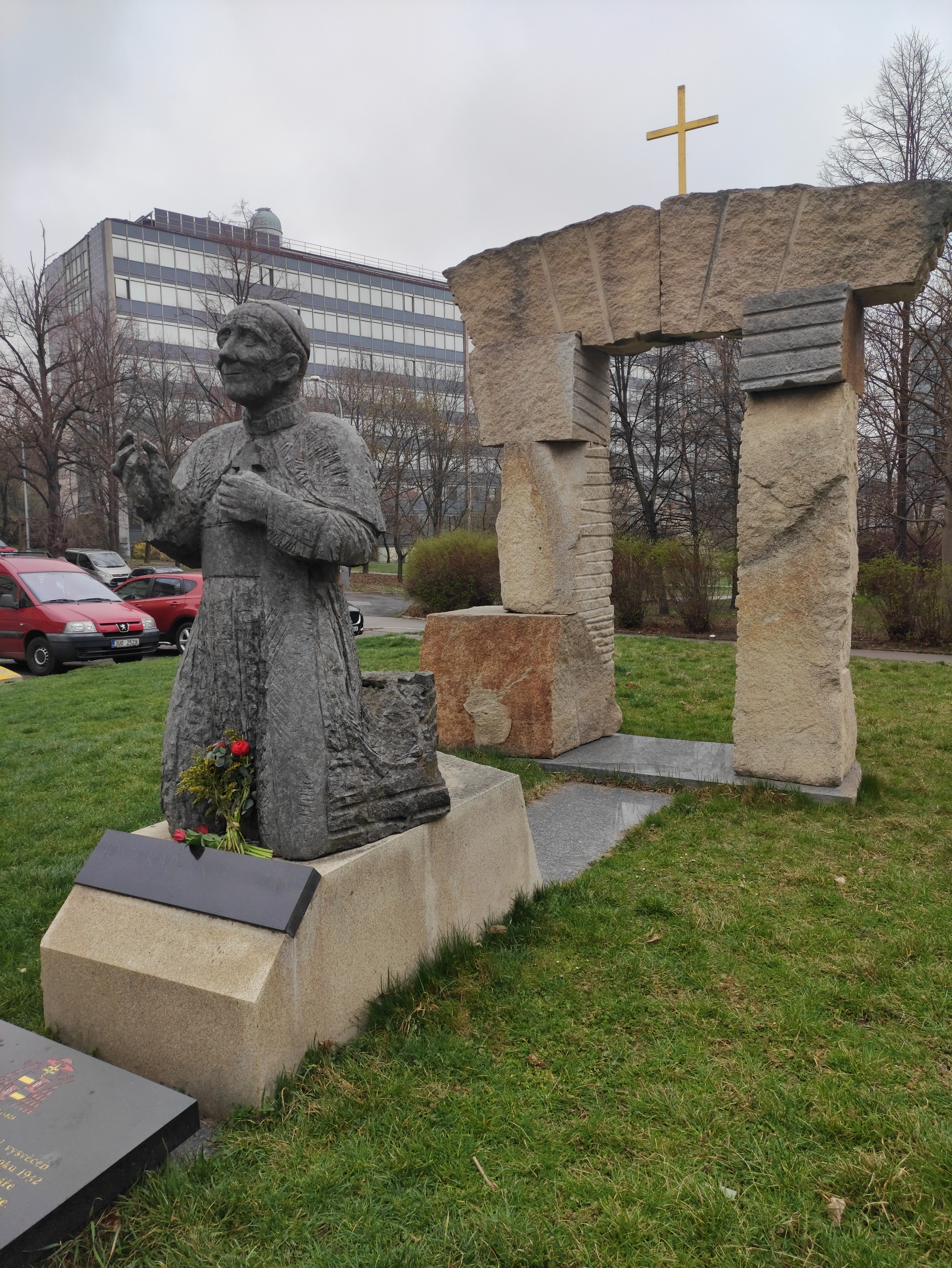
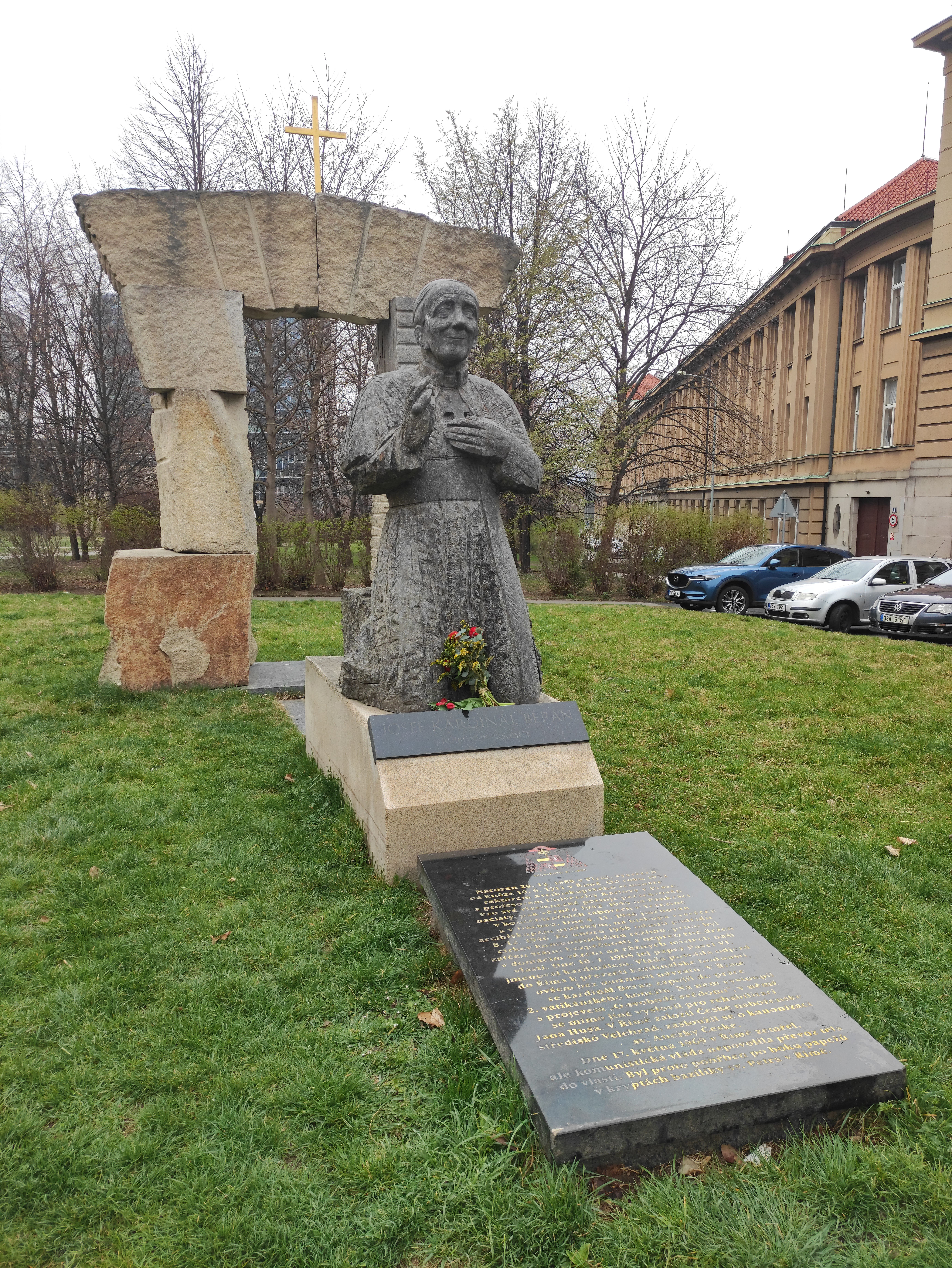
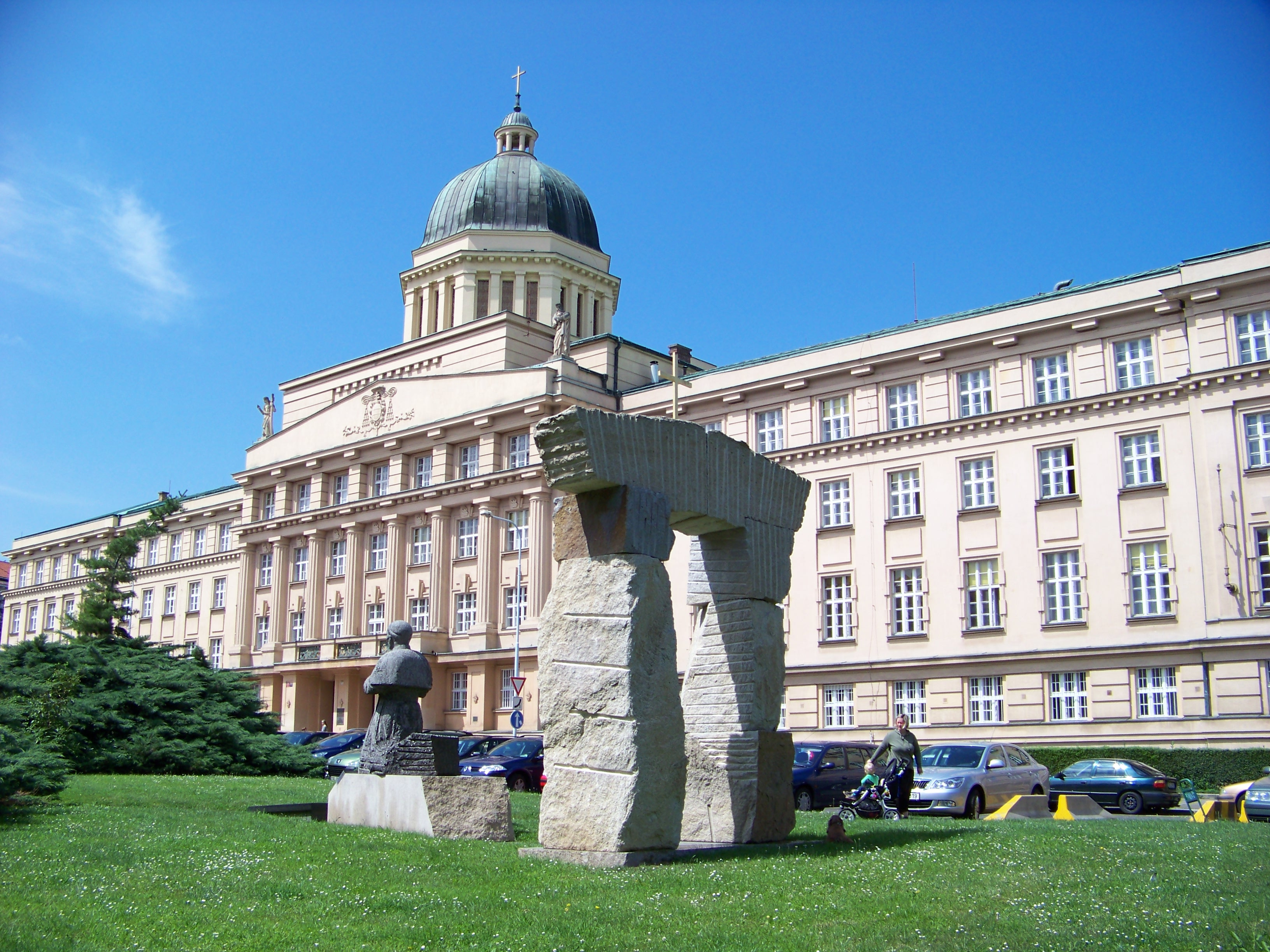

## Text na pamětní desce
| „ | EUCHARISTIA ET LABOR NAROZEN 29. 12. 1888 V PLZNI, VYSVĚCEN NA KNĚZE 11. 6. 1911 V ŘÍMĚ. OD ROKU 1932 REKTOREM ARCIBISKUPSKÉHO SEMINÁŘE A PROFESOREM UNIVERZITY KARLOVY V PRAZE. PRO SVÉ VLASTENECKÉ POSTOJE PERZEKVOVÁN NACISTY, PAK VĚZNĚN 1942–1945 NA PANKRÁCI, V KONCENTRAČNÍCH TÁBORECH V TEREZÍNĚ A V DACHAU. DNE 4. 11. 1946 JMENOVÁN ARCIBISKUPEM PRAŽSKÝM, NA BISKUPA VYSVĚCEN / 8. 12. 1946. PO ÚNORU 1948 ODMÍTL PODŘÍDIT CÍRKEV KOMUNISTICKÉMU REŽIMU, PROTO BYL ZATČEN STÁTNÍ BEZPEČNOSTÍ A NEPŘETRŽITĚ DRŽEN V DOMÁCÍM VĚZENÍ NA RŮZNÝCH MÍSTECH NAŠÍ VLASTI. DNE 10. 1. 1965 JEJ PAPEŽ PAVEL VI. JMENOVAL KARDINÁLEM. VLÁDA POVOLILA ODJEZD DO ŘÍMA K PŘEVZETÍ KARDINÁLSKÉ HODNOSTI, OVŠEM BEZ MOŽNOSTI NÁVRATU. V ŘÍMĚ SE KARDINÁL BERAN ZAPOJIL DO PRÁCE 2. VATIKÁNSKÉHO KONCILU. NA NĚM VYSTOUPIL S PROJEVEM „O SVOBODĚ SVĚDOMÍ“, V NĚMŽ SE MIMO JINÉ VYSLOVIL PRO REHABILITACI JANA HUSA. V ŘÍMĚ ZALOŽIL ČESKÉ NÁBOŽENSKÉ STŘEDISKO VELEHRAD. ZASLOUŽIL SE O KANONIZACI SV. ANEŽKY ČESKÉ. DNE 17. KVĚTNA 1969 V ŘÍMĚ ZEMŘEL, ALE KOMUNISTICKÁ VLÁDA NEPOVOLILA PŘEVOZ TĚLA DO VLASTI. BYL PROTO POHŘBEN PO BOKU PAPEŽŮ V KRYPTÁCH BAZILIKY SV. PETRA V ŘÍMĚ. | “ |